# Przemysław Rybka
Przemysław Rybka (ur. 25 lipca 1923 w Warszawie, zm. 5 kwietnia 1995) – polski astronom. Jego badania skupiały się na astrometrii, kometach jednopojawieniowych oraz historii astronomii.
Jego rodzicami byli Eugeniusz (również astronom) i Maria z domu Sierakowska (1895–1985).
W czasie hitlerowskiej okupacji Lwowa pracował w Obserwatorium Lwowskim jako pomocnik obserwacyjny i jednocześnie (wraz z ojcem i Janem Mergentaleren) obsługiwał tajną stację meteorologiczną Armii Krajowej. W 1945 rozpoczął studia astronomiczne na Uniwersytecie Wrocławskim (jako jedyny student tego kierunku). Później pracował w  Obserwatorium Astronomicznym Uniwersytetu Wrocławskiego (od września 1948), Zakładzie Astronomii PAN (od 1960), Centrum Badań Kosmicznych PAN (na przełomie 1977 i 1978) oraz Instytucie Historii Nauki, Oświaty i Techniki PAN.
Publikował biografie innych astronomów w „Postępach Astronomii” oraz książki na temat historii astronomii. Był członkiem Międzynarodowej Unii Astronomicznej, Polskiego Towarzystwa Astronomicznego, Towarzystwa Wiedzy Powszechnej oraz Polskiego Towarzystwa Miłośników Astronomii. To ostatnie odznaczyło go srebrną (1971) i złotą (1976) odznaką.
W 1949 ożenił się z Jadwigą Krawiecką (również astronomką). Drugi ślub wziął z Lucyną Dubińską w 1954 (rok po rozpadzie pierwszego małżeństwa). Został pochowany na Cmentarzu Świętej Rodziny we Wrocławiu.

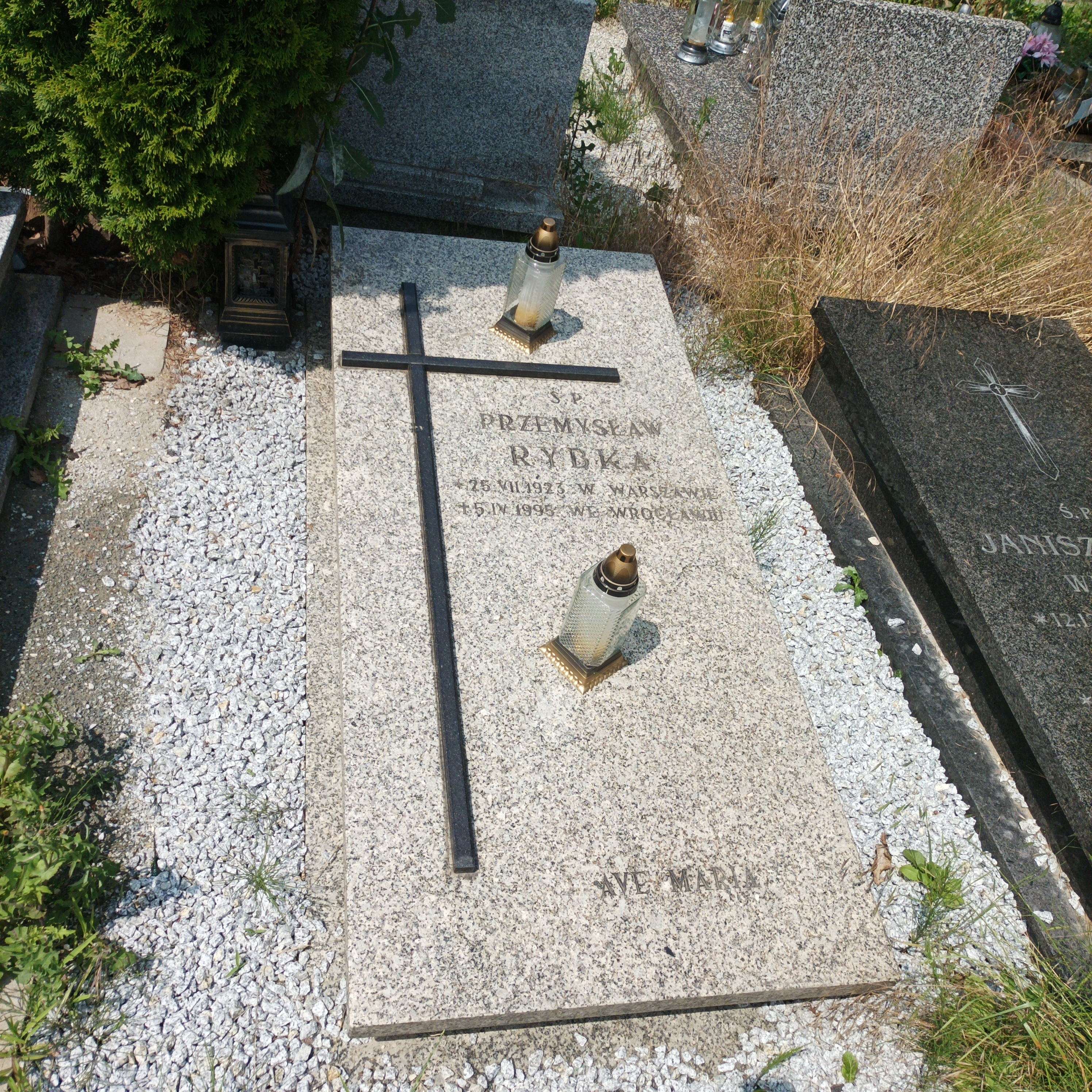
Grób Przemysława Rybki na Cmentarzu Świętej Rodziny

## Publikacje
- Mikołaj Kopernik i jego nauka, E. Rybka, P. Rybka, Warszawa 1953
- Kopernik – człowiek i myśl, E. Rybka, P. Rybka, Warszawa 1972
- Katalogi gwiazdowe Maksymiliana Weissego i ich rola w astronomii, P. Rybka, 1980
- Historia astronomii w Polsce. Tom II (1773–1918), E. Rybka, P. Rybka, Wrocław 1983 ISBN 83-04-01478-5
- Katalog gwiazdowy Jana Heweliusza, P. Rybka, Wrocław 1984
- Instrumentarium astronomiczne Jana Heweliusza, P. Rybka, Wrocław 1987
- Heweliusz P. Rybka, Warszawa 1989